# Glarner Kantonalbank
Die Glarner Kantonalbank (GLKB) mit Sitz in Glarus ist die Kantonalbank des Kantons Glarus.

## Geschichte
Die Glarner Kantonalbank wurde 1884 gegründet und ist in Form einer spezialgesetzlichen Aktiengesellschaft organisiert.
2008 wies die Bank aufgrund einer fehlgeschlagenen Expansionsstrategie der damaligen Führungsmannschaft in den Jahren 2004 bis 2007 einen Verlust von 56 Millionen Schweizer Franken aus. Der Kanton musste daraufhin das Kapital der Bank auf total 80 Millionen Franken aufstocken. Die Bank wurde auf den 11. Mai 2010 von einer öffentlich-rechtlichen Anstalt in eine spezialgesetzliche Aktiengesellschaft umgewandelt. Die Bank erholte sich von der Krise und wies per Ende 2012 einen Eigenmitteldeckungsgrad von über 200 Prozent aus. Bis zu einem Börsengang im Juli 2014 gehörte die Bank zu 100 Prozent, danach mehrheitlich mit 68,24 % dem Kanton Glarus.
2012 lancierte die Glarner Kantonalbank mit hypomat.ch eine Online-Hypothek. Auf dieser Plattform können Eigenheimbesitzer aus der ganzen Deutschschweiz ihre bestehenden erstrangigen Hypotheken online ablösen. Im November 2021 wurde die GLKB-Twint-App lanciert.
Im Mai 2022 lehnte das Glarner Stimmvolk an der Landsgemeinde vom 1. Mai, eine zuvor vorgeschlagene Revision des Gesetzes über die Glarner Kantonalbank ab. Das Vorhaben, welches von der Glarner Regierung unterstützt wurde, hatte das Ziel die Staatsgarantie der Bank abzuschaffen, die Beteiligungsquote des Kantons mittelfristig zu reduzieren und die Bank in eine privatrechtliche Aktiengesellschaft umzuwandeln. Befürworter nannten mehr Handlungsfreiheit und eine Entlastung des Eigentümers als Gründe. Kritiker sahen in der vorgeschlagenen Privatisierung eine mögliche Wiederholung der Fehler von 2004.
Im Zuge der Herausforderungen der Schweizer Energiewirtschaft im Jahr 2022 verkündete die Bank im Winter desselben Jahres verschiedene Energiesparmaßnahmen, die u. a. das Abschalten der Leuchtreklamen bei ihren Filialen und Bankomaten einschloss.
Im Jahr 2023 gab die Glarner Kantonalbank bekannt, dass sie sich im Rahmen einer Kapitalerhöhung strategisch an der Credit Exchange AG beteiligt – einem digitalen B2B-Marktplatz für Hypotheken in der Schweiz. Im Zuge dieser Beteiligung übernimmt die GLKB auch ein Mandat im Verwaltungsrat des Unternehmens.
2024 hat die Bank in Zusammenarbeit mit Leonteq ein vollständig digitales Säule-3a-Vorsorgeprodukt lanciert, das über die Stiftung Bench 3a vertrieben wird und eine Kombination aus Kapitalschutz und Renditechancen auf Basis strukturierter Produkte bietet.

## Bank

### Filialen und Bancomaten
Die Bank verfügt im Kanton über sechs Geschäftsstellen und beschäftigt insgesamt rund 291 Mitarbeiter (inklusive 16 Lernenden und Mitarbeitende im Stundenlohn, GLKB Jahresbericht 2016). Per Ende 2017 verfügte die Glarner Kantonalbank über eine Bilanzsumme von rund 5,64 Milliarden Schweizer Franken.
Neben dem Hauptsitz in Glarus gibt es Filialen in Niederurnen, Näfels, Netstal, Schwanden und in Linthal, nicht jedoch im Glarner Sernftal, das traditionell von der Glarner Regionalbank AG bedient wird.
Bancomaten findet man zudem an 18 Standorten in Glarus, Bilten, Oberurnen, Näfels, Netstal, Schwanden, Linthal und Braunwald.

### Organisation
Oberstes Aufsichtsorgan der Glarner Kantonalbank ist der Verwaltungsrat. Dieser setzt sich aus 7 Mitgliedern zusammen und wird seit Ende Februar 2024 von Urs P. Gnos präsidiert. 
Nach Art. 14 Abs. 2 des Gesetzes über die Glarner Kantonalbank muss der Regierungsrat (Exekutive des Kantons) mit mindestens einem Mitglied im Verwaltungsrat vertreten sein. Vertreter des Regierungsrates ist Benjamin Mühlemann, Vorsteher des Departements für Finanzen und Gesundheit.
Die operative Leitung liegt bei der Geschäftsleitung. Diese setzt sich aus fünf Mitgliedern zusammen und wird von Sven Wiederkehr als Vorsitzender der Geschäftsleitung geleitet.

### Kennzahlen
|                            | 2019   | 2020   | 2021   | 2022   | 2023   |
| -------------------------- | ------ | ------ | ------ | ------ | ------ |
| Jahresgewinn (in Mio. CHF) | 25,2   | 30,4   | 29,2   | 29,3   | 31,9   |
| Bilanzsumme (in Mrd. CHF)  | 6,404  | 7,049  | 7,761  | 8,600  | 8,800  |
| Geschäftsstellen           | 6      | 6      | 6      | 6      | 6      |
| Beleg                      | [ 14 ] | [ 15 ] | [ 16 ] | [ 17 ] | [ 18 ] |

## Geschäftsfelder
Als Universalbank tätigt Die Kantonalbank die banküblichen Geschäfte. Neben der klassischen Beratung im Hypothekar- und Spargeschäft, haben das kommerzielle Kreditgeschäft, sowie die Vermögensberatung und Vermögensverwaltung an Bedeutung gewonnen. Wie die grosse Mehrheit aller Kantonalbanken verfügt auch das Glarner Institut über eine sogenannte Staatsgarantie. Das heisst, der Kanton haftet für die Verbindlichkeiten der Bank.